# Coleção dos 25 Capítulos

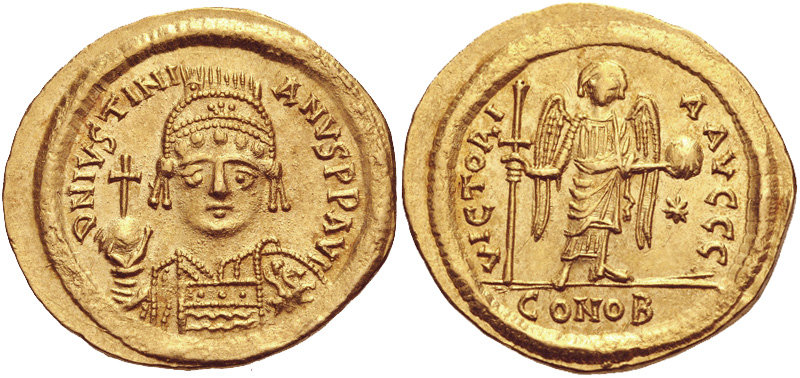
Soldo de Justiniano r.

A Coleção dos 25 Capítulos (em latim: Collection 25 Capitulorum) é uma coleção de prescrições do direito canônico bizantino do século VI, principalmente de Justiniano (r. 525–565), dividida em 25 capítulos. Ela consiste em 21 constituições gregas reproduzidas literalmente dos títulos 1-4 do Código de Justiniano e das novelas justinianas 120, 131, 133 e 137. Ás vezes, a obra é transmitida sem as quatro novelas, o que de acordo com K. E. Zacharia von Lingenthal seria indício de uma edição posterior. Além disso, segundo ele a versão original teria sido publicada pouco depois da conclusão do Código de Justiniano (534), como um apêndice da Sinagoga dos Cinquenta Títulos.